# سیلیکات

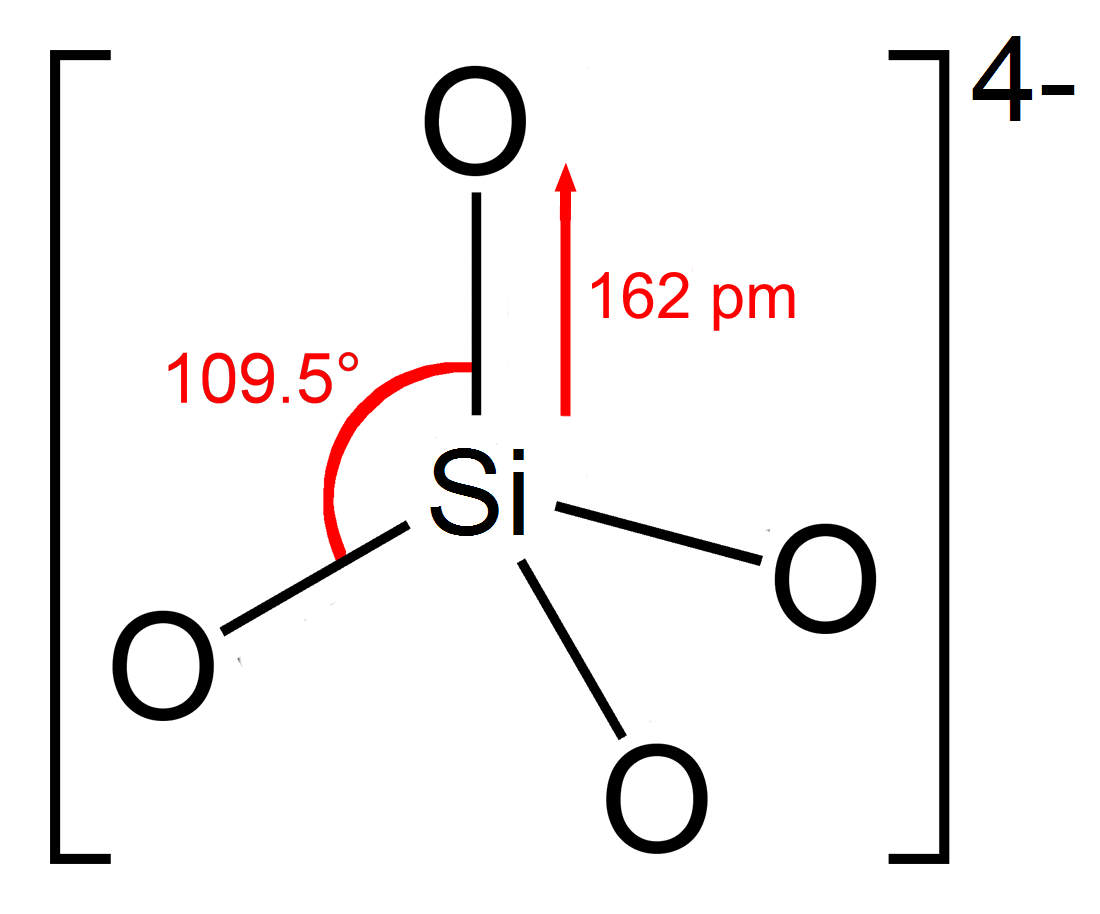
ساختار آنیون ارتوسیلیکات SiO_{4}^{4−}

سیلیکات (SiO۴۴-) یک ترکیب شیمیایی با بار منفی از سیلیسیم است بیشتر سیلیکات‌ها، اکسیدی اند اما علاوه بر آن‌ها، هگزافلوئوروسیلیکات ([SiF۶]۲−) هم گونه‌ای دیگر از سیلیکات‌ها است. این دو دسته تنها گونه‌های سیلیکات‌ها نیستند. بیشتر سیاره‌های سنگی، ماه‌های سنگی، سیارک‌ها و البته پوستهٔ زمین از سیلیکات‌ها ساخته شده‌اند. ماسه، سیمان پورتلند و هزاران کانی در زمین نمونه‌هایی از این ماده‌اند.
ترکیب‌های سیلیکاتی و از جملهٔ آن‌ها کانی‌های سیلیکات همگی از آنیون سیلیکات ساخته شده‌اند که بار منفی آن‌ها با یک کاتیون خنثی شده‌است. کاتیون‌های گوناگونی سازندهٔ این ترکیب‌ها است.

## ساختار
در بیشتر سیلیکات‌ها و البته در کانی‌های سیلیکات، سیلیسیم، ساختار چهاروجهی به خود می‌گیرد و با چهار اکسیژن در چهار سویش دربر گرفته می‌شود. در این ساختار پیوندهای شیمیایی از قاعدهٔ هشت‌تایی پیروی می‌کند. گاهی چهاروجهی‌ها به صورت SiO۴۴-های جدا در مرکز ساخته می‌شوند ولی بیشتر دیده شده که از راه‌های گوناگون به هم پیوسته‌اند برای نمونه به صورت جفت جفت(Si۲O۷۶-) یا به صورت حلقه‌ای (Si۶O۱۸۱۲-). معمولاً آنیون‌های سیلیکات به صورت تک زنجیره‌ای، دو زنجیره‌ای، صفحه‌ای یا در ساختارهای سه بُعدی‌اند. بیشتر این ترکیب‌ها در شرایط معمولی، در آب، بسیار کم محلول‌اند.

## در محلول

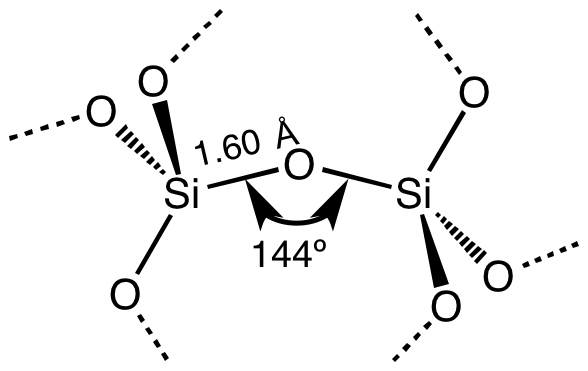
سیلیکات

سیلیکات‌ها در حالت جامد فراوان اند اما در حالت محلول کمتر دیده شده‌اند. آنیون SiO۴۴- باز مزدوج سیلیسیک اسید است. محلول‌های سیلیکات بیشتر به صورت آمیخته با دسته سیلیکات‌های فشرده و به صورت جزئی پروتون دار شده دیده می‌شوند.

### سیلیکات در هندسهٔ ناچهاروجهی
سیلیکات‌ها بیشتر در هندسهٔ چهاروجهی به دور سیلیسیم شناخته می‌شوند با این حال می‌توانند شکل‌های بالاتر را هم بپذیرند. یک نمونهٔ شناخته شدهٔ آن هگزافلوئوروسیلیکات (SiF۶۲-) است که ساختاری هشت‌وجهی دارد. در فشارهای بسیار بالا حتی SiO۲ هم چنین هندسه‌ای را می‌پذیرد، در کانی استیشویت چنین است که در آن یک چندریختی سیلیسبا چگالی بالا در گوشتهٔ پایینی زمین یافت می‌شود. چنین ساختاری در اثر یک برخورد ناگهانی یک شهاب‌سنگ پدید آمده‌است. سیلیسیم هشت وجهی در قالب هگزاهیدروکسی سیلیکات [Si(OH)۶]۲− در تائوماسیت دیده شده‌است. چنین کانی در طبیعت بسیار کمیاب است اما در هنگام ساخت سیمان و بتن در میان کلسیم سیلیکات هیدرات ساخته می‌شود.